# 이언 커쇼

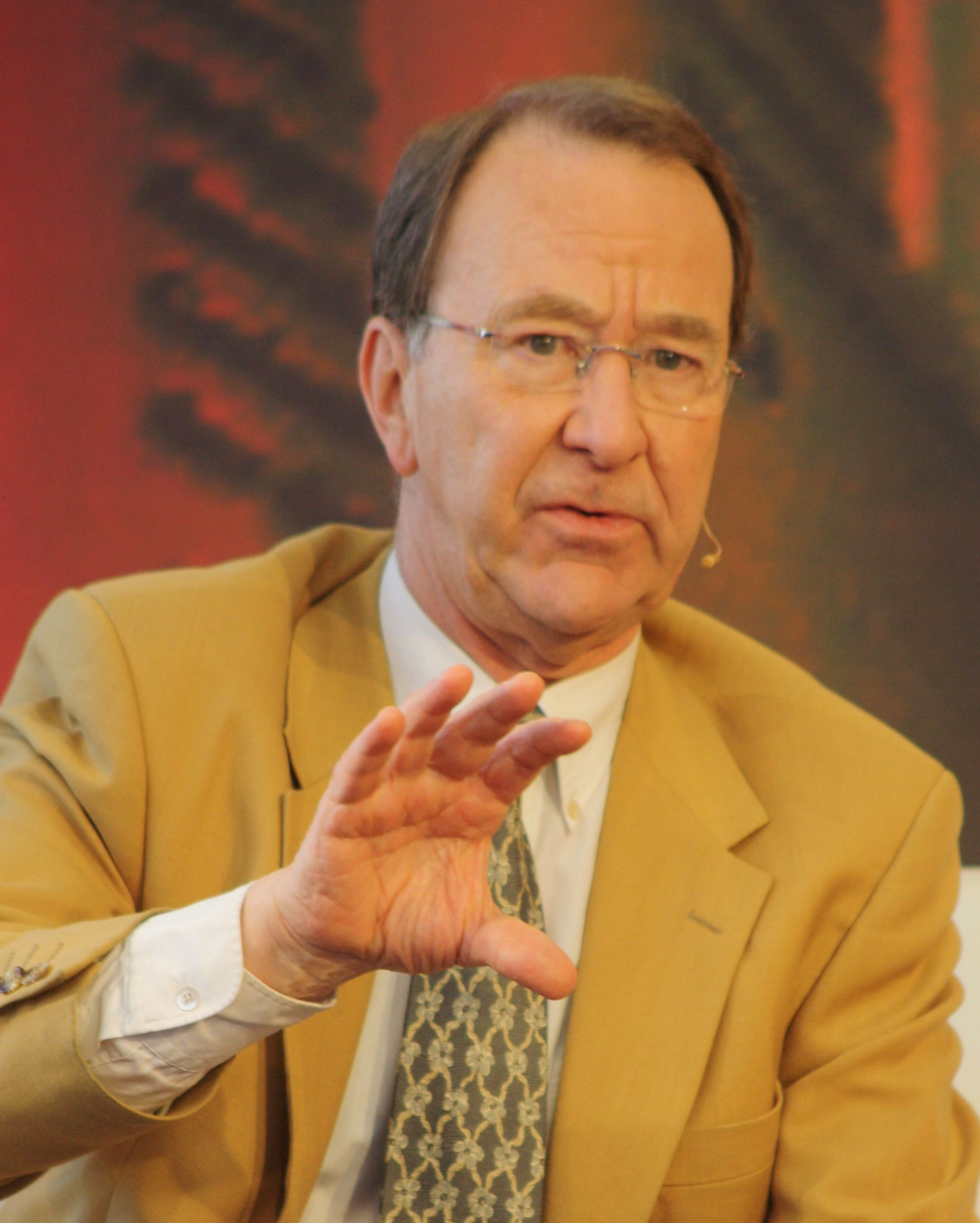

이안 커쇼 경 FBA FRHistS(1943년 4월 29일~)은 20세기 독일의 사회사에 주로 초점을 맞춘 영국의 역사가이다. 그는 많은 사람들에게 아돌프 히틀러와 나치 독일에 관한 세계 최고의 전문가 중 한 명으로 간주되며 특히 히틀러에 대한 전기로 유명하다.
Kershaw는 1943년 4월 29일 랭커셔주 울덤에서 태어났다. 그는 원래 중세 학자로 교육을 받았지만 1970년대에 독일 사회사 연구로 돌렸다. 처음에는 주로 볼튼 수도원 의 경제사에 관심을 가졌다.
1. ↑  Sir Ian Kershaw: Dissecting Hitler 보관됨 2017-07-30 - 웨이백 머신; BBC News; 14 June 2002.